# 9795 Deprez
9795 Deprez eller 1996 GJ19 är en asteroid i huvudbältet som upptäcktes den 15 april 1996 av den belgiske astronomen Eric W. Elst vid La Silla-observatoriet. Den är uppkallad efter Brigitte Deprez, fru till en av upptäckarens kollegor.
Asteroiden har en diameter på ungefär 4 kilometer och den tillhör asteroidgruppen Koronis.